# Paddy Duncan
Paddy Duncan (1894 - 9 d'abril de 1949) fou un futbolista irlandès de la dècada de 1920.
Pel que fa a clubs, defensà els colors de St James's Gate. El 1924 jugà 4 partits amb la selecció d'Irlanda, en els que marcà 2 gols, participant en els Jocs Olímpics de 1924. Fou l'autor del primer gols de la selecció sènior irlandesa.